# Egosurfing
L'ego-surfing, aussi appelé vanity searching, egosearching, egogoogling, autogoogling, self-googling, ou simplement Googling yourself, est le terme employé pour qualifier la pratique consistant à surfer sur le Web à la recherche d'informations sur soi-même, sur son patronyme ou sur les liens pointant vers son site, en tapant son nom, son patronyme ou le nom de son site dans les moteurs de recherche. 